# Lerrone - Valloni
Lerrone - Valloni este o arie protejată (arie specială de conservare — SAC, sit de importanță comunitară — SCI) din Italia întinsă pe o suprafață de 21 ha, integral pe uscat.

## Localizare
Centrul sitului Lerrone - Valloni este situat la coordonatele 44°01′55″N 8°05′57″E / 44.031944°N 8.099167°E.

## Înființare
Situl Lerrone - Valloni a fost declarat sit de importanță comunitară în martie 2003 pentru a proteja 24 de specii de animale. Situl a fost protejat și ca arie specială de conservare în aprilie 2017.

## Biodiversitate
Situată în ecoregiunea mediteraneană, aria protejată conține 8 habitate naturale: Iazuri temporare mediteraneene, Râuri mediteraneene cu debit permanent cu specii de Paspalo-Agrostidion și galerii riverane de Salix și de Populus alba, Păduri de pin mediteraneene cu pini mezogeni endemici, Pajiști umede mediteraneene cu ierburi înalte de Molinio-Holoschoenion, Păduri de stejar alb estice, Pajiști uscate seminaturale și facies de acoperire cu tufișuri pe substraturi calcaroase (Festuco-Brometalia) (* situri importante pentru orhidee), Pseudostepă cu ierburi și specii anuale de Thero-Brachypodietea, Păduri aluvionare cu Alnus glutinosa și Fraxinus excelsior (Alno-Padion, Alnion incanae, Salicion albae).
La baza desemnării sitului se află mai multe specii protejate:
- păsări (23): ciocârlie-de-câmp (Alauda arvensis), pescăruș albastru (Alcedo atthis), rață mare (Anas platyrhynchos), stârc cenușiu (Ardea cinerea), stârc roșu (Ardea purpurea), corb (Corvus corax), cioară neagră (Corvus corone), ciocănitoare pestriță mare (Dendrocopos major), egretă mică (Egretta garzetta), lișiță (Fulica atra), găinușă de baltă (Gallinula chloropus), gaiță (Garrulus glandarius), stârc pitic (Ixobrychus minutus), rață fluierătoare (Mareca penelope), stârc de noapte (Nycticorax nycticorax), cormoran mare (Phalacrocorax carbo), fazan (Phasianus colchicus), coțofană (Pica pica), ciocănitoarea verde (Picus viridis), cristei de baltă (Rallus aquaticus), guguștiuc (Streptopelia decaocto), mierlă (Turdus merula), nagâț (Vanellus vanellus)
- nevertebrate (1): Oxygastra curtisii

Pe lângă speciile protejate, pe teritoriul sitului au mai fost identificate 3 specii de plante, 2 specii de amfibieni, 1 specie de nevertebrate, 4 specii de reptile.